# VHC Venlo
De Venlose Hockey Club is een Nederlandse hockeyclub uit Venlo. Het eerste herenelftal komt sinds het seizoen 2010/11 uit in de overgangsklasse, bij de dames komt het eerste elftal uit in de 1e klasse. Het sportpark ligt op de Herungerberg en ligt ook aan het park van voetbalclub VVV'03.
Tussen 1939 en 1967 is Venlo acht keer landskampioen geweest (1939, 1942, 1943, 1946, 1950, 1953, 1955 en 1967). Dat was nog voor de oprichting van de Hoofdklasse in de tijd dat het landskampioenschap louter ging tussen de kampioenen van de gewestelijke klassen (zuid, west, oost en noord). Een bekende hockeyer en international uit de jaren 50 was Sjraar Zeelen.
In 2020 is VHC gefuseerd met THC en HCB tot hockeyclub Delta Venlo.